# فيل كوينلان
فيل كوينلان (بالإنجليزية: Phil Quinlan)‏ هو لاعب كرة قدم بريطاني في مركز الوسط، ولد في 17 أبريل 1971 في مدريد في إسبانيا. لعب مع نادي إيفرتون وهدرسفيلد تاون.